# Castello di Rivoli

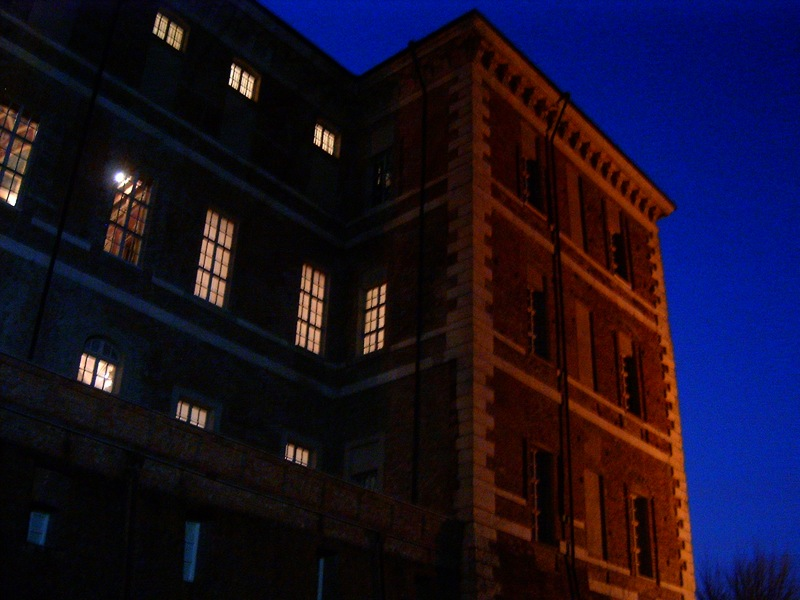
Castello di Rivoli (Fassade von Filippo Juvarra)

Das Castello di Rivoli – Museo d’Arte Contemporanea ist ein Museum und Ausstellungshaus für zeitgenössische Kunst in Rivoli in der Nähe von Turin (Italien). Das Gebäude zählt als Teil der Residenzen des Königshauses Savoyen zum UNESCO-Weltkulturerbe.

## Geschichte
Das Bauwerk, auf den Grundmauern älterer Gebäude errichtet, ging um 1280 in den Besitz der Savoyer über. Ende des 17. Jahrhunderts wurde es von französischen Truppen zerstört und von dem Architekten Michelangelo Garove, anschließend von Filippo Juvarra neu gestaltet. Das auf einer Anhöhe vor Turin liegende, in Terrakottaziegeln errichtete Gebäude blieb unvollendet. Nach jahrzehntelanger Vernachlässigung wurde 1979 bis 1984 der Hauptbau der Residenz unter der Leitung von Andrea Bruno restauriert, dessen Pläne bewusst den unvollendeten Charakter des Juvarra-Baus betonen, wenn beispielsweise Treppenläufe im Nichts enden. Bis 2004 folgte die Restaurierung weiterer Teile der Anlage.
Zur Eröffnung im Dezember 1984 wurde die Ausstellung Ouverture gezeigt. Unter den Exponaten befanden sich solche von durch den damaligen Direktor Rudi Fuchs persönlich eingeladenen Künstlern wie Carl Andre, Donald Judd und Bruce Nauman sowie von führenden Künstlern der Arte  Povera, wie Jannis Kounellis, Mario Merz und Michelangelo Pistoletto. Die Künstler der Land Art Harnish Fulton und Richard Long waren ebenso vertreten wie Joseph Beuys mit seiner Arbeit Olivestones und Lothar Baumgartens Yurupari – Rheinsberg Raum.

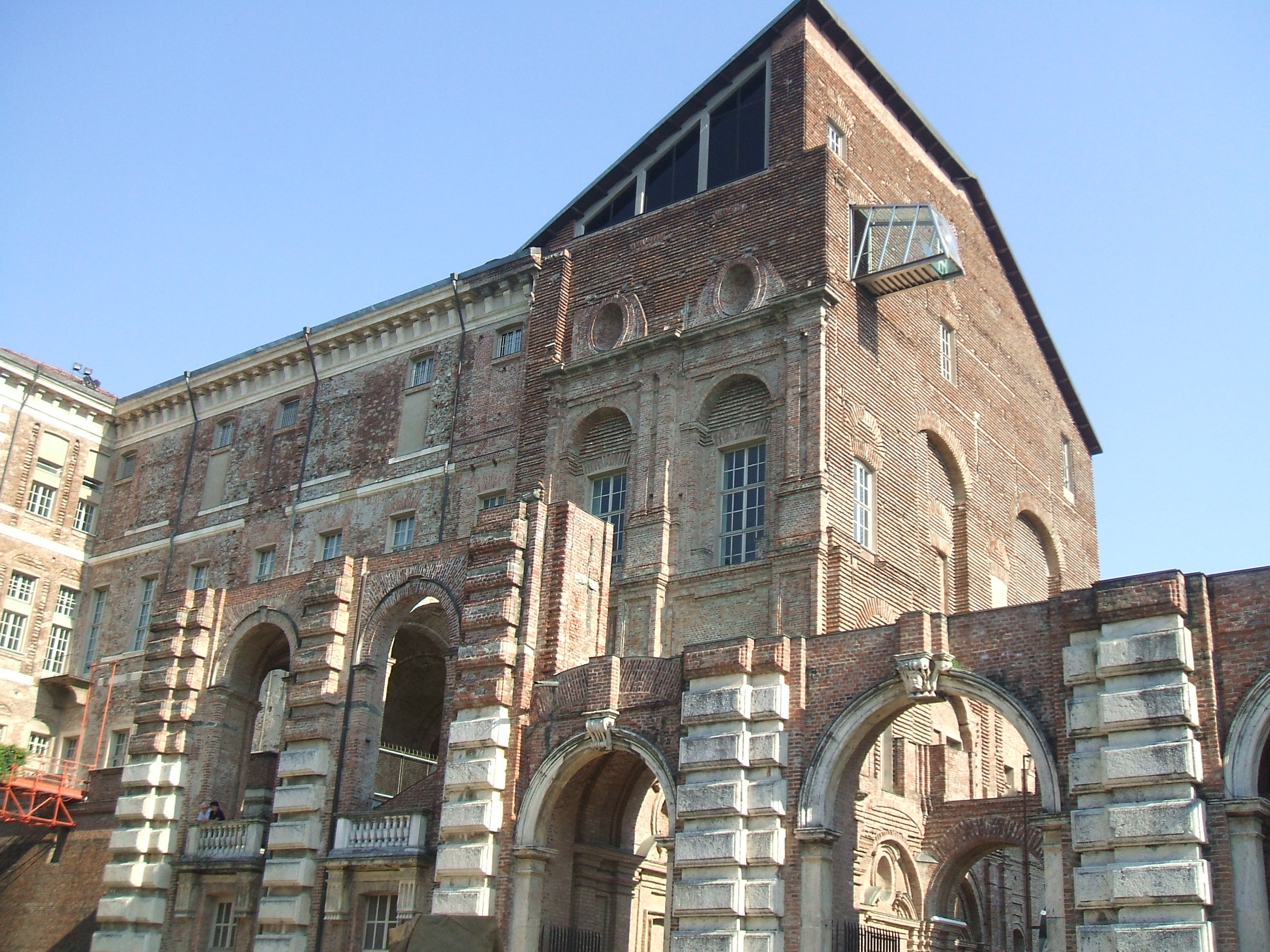
Hauptgebäude des Museums für moderne Kunst aus Richtung Norden
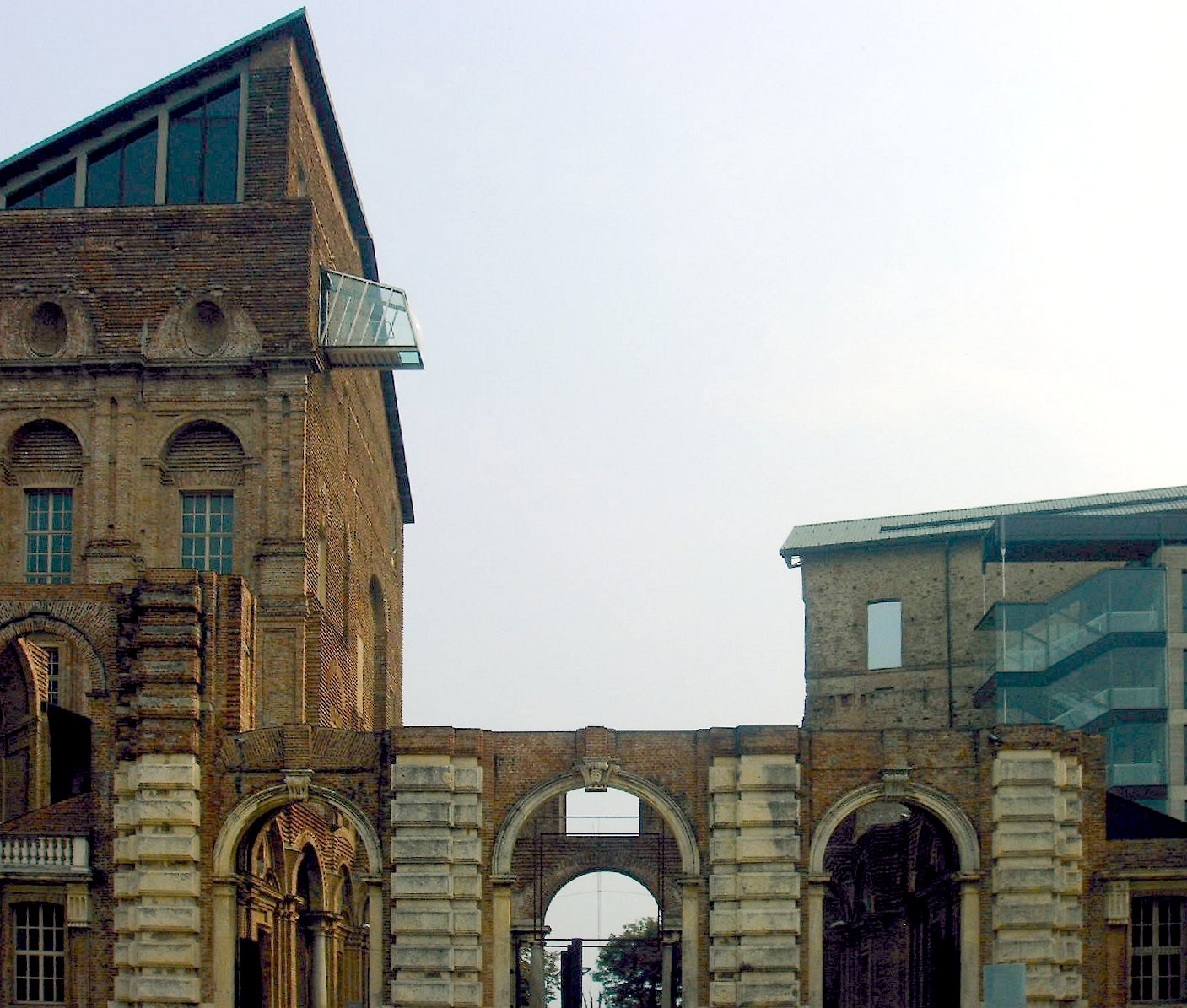
Durchgang zwischen den Gebäuden von Norden
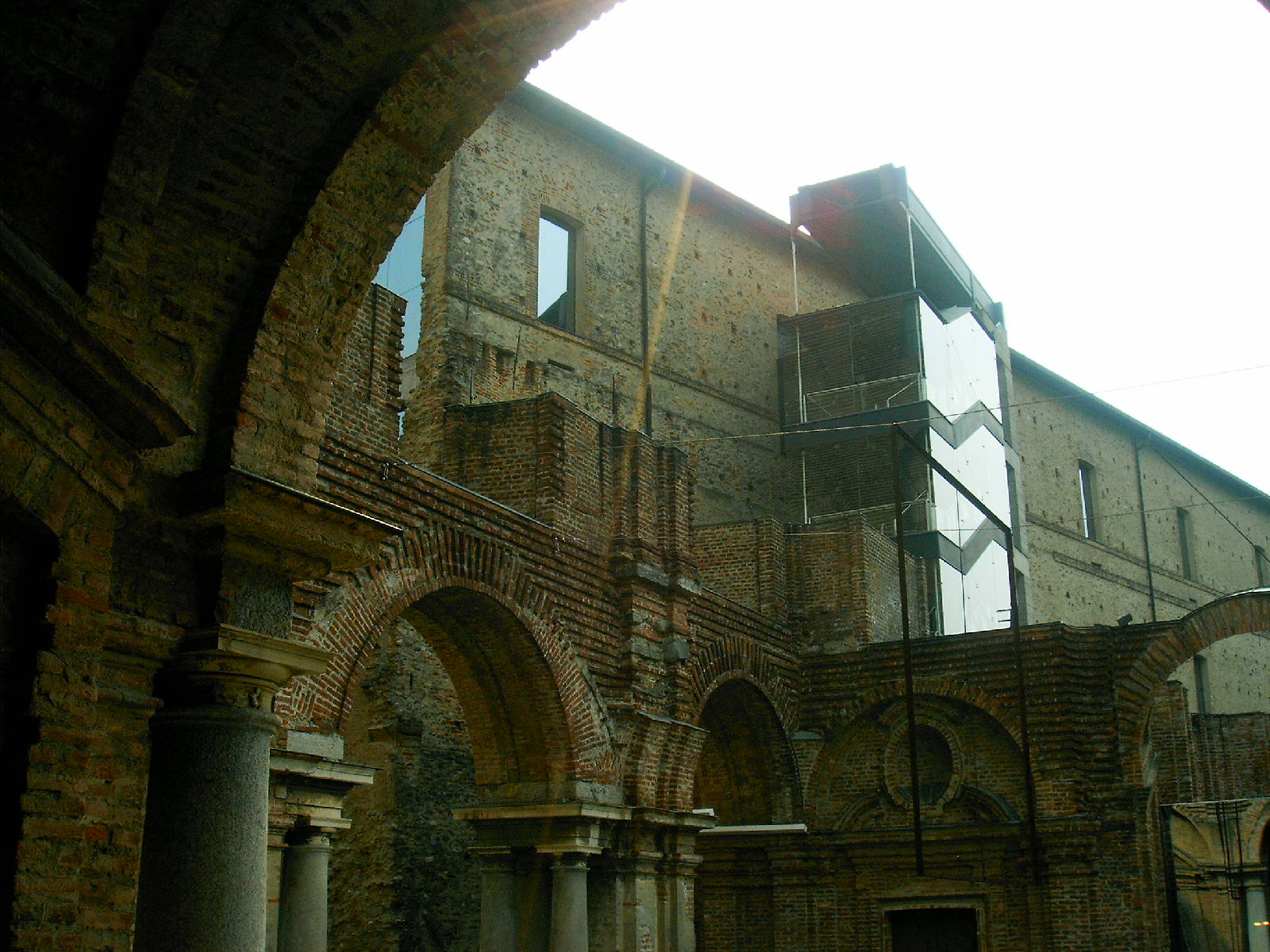
Blick von Nordosten auf den langen Flügel
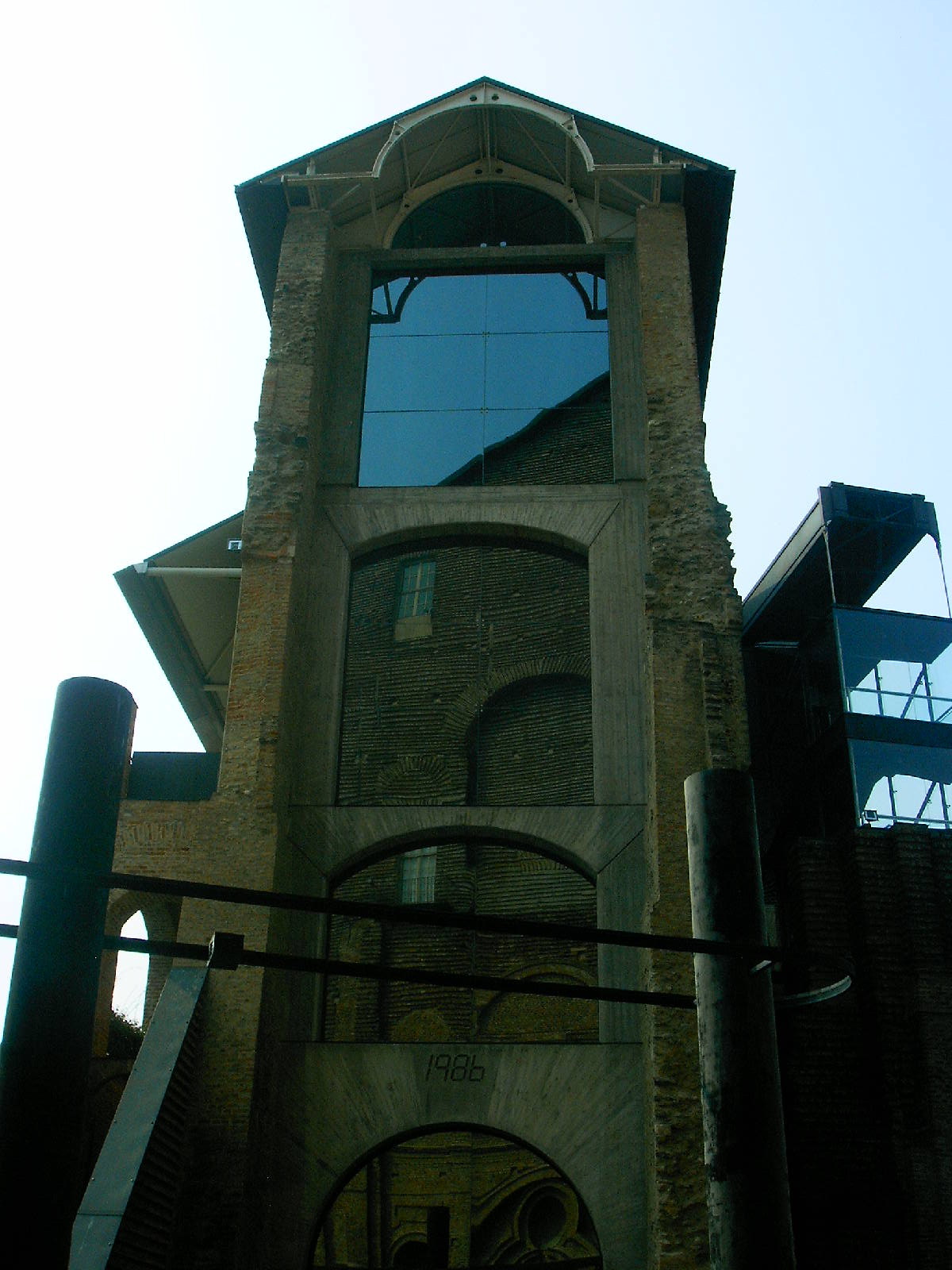
Langer Flügel aus Richtung des Hauptgebäudes
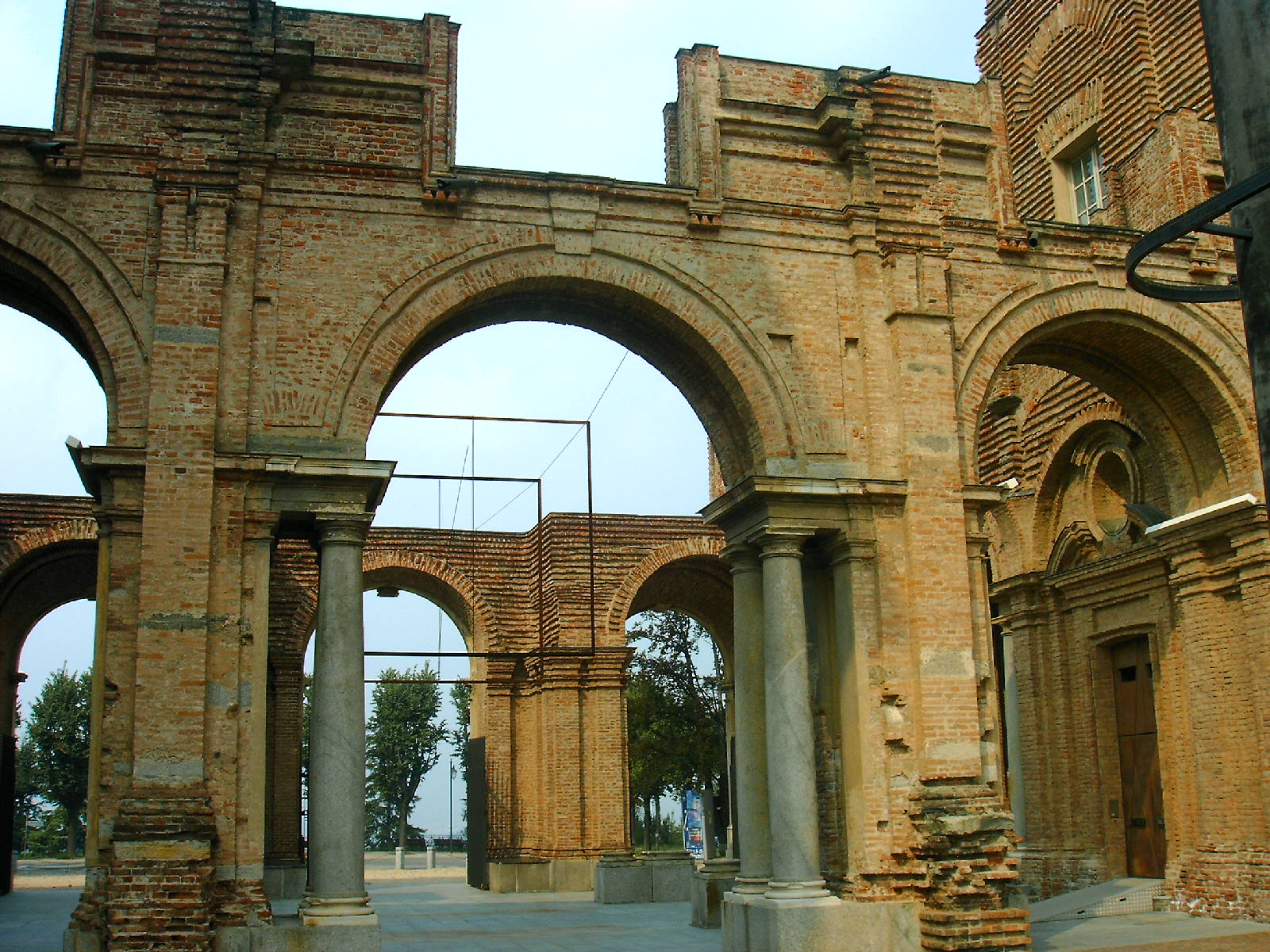
Durchgang zwischen den Gebäuden von Süden
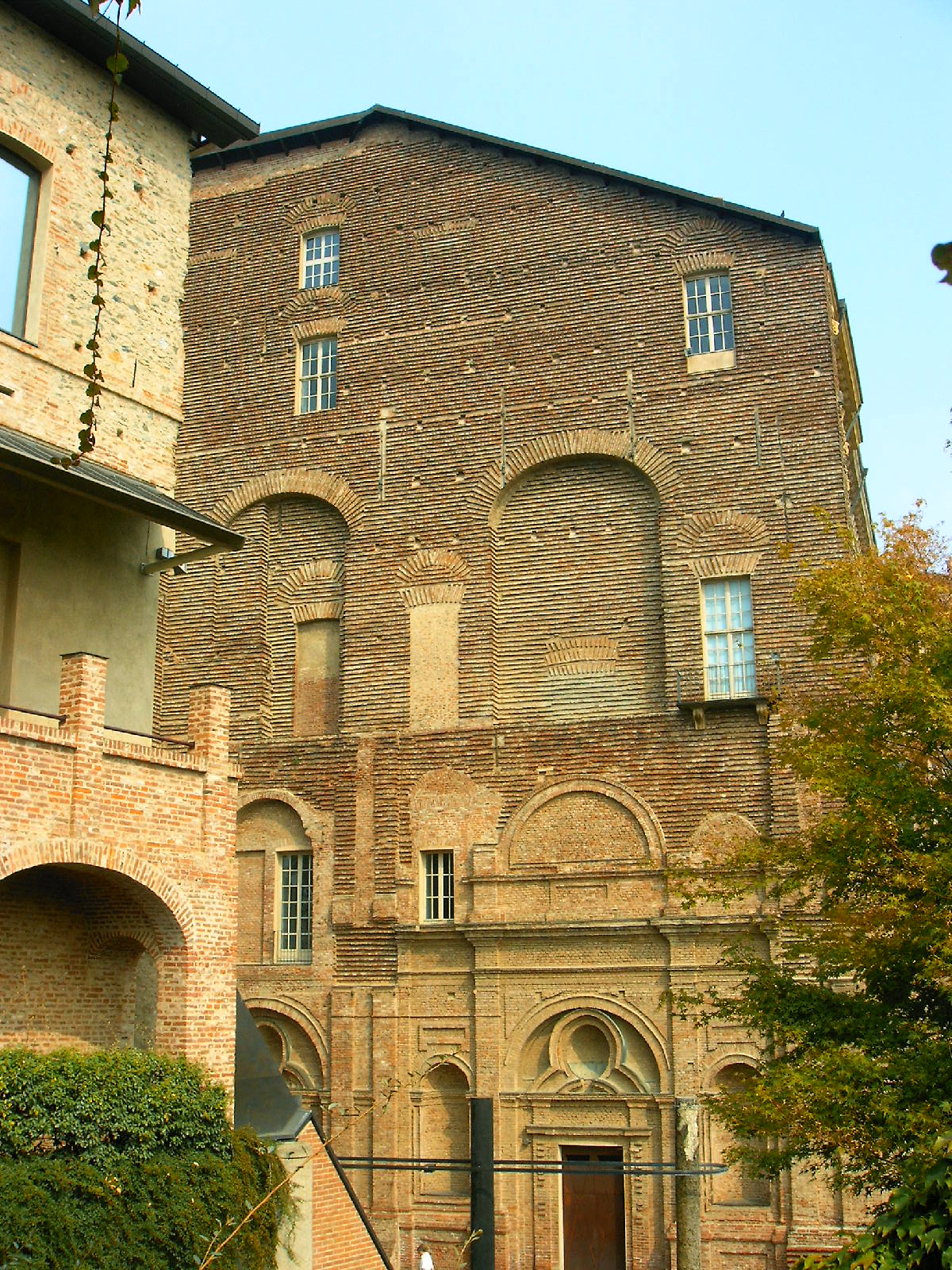
Gebäude des Kunstmuseums aus Richtung Westen

## Programm
Heute befindet sich in der barocken Schlossanlage ein Museum für Zeitgenössische Kunst, das von der Region Piemont, der Stadt Turin und von privaten Sponsoren finanziert wird.
Das Museum hat eine umfangreiche Sammlung moderner und zeitgenössischer Kunst seit den 1960er Jahren, mit einem Schwergewicht auf der Arte Povera, zusammengetragen. Es finden jährlich vier bis fünf Wechselausstellungen statt. Das Museum organisiert darüber hinaus Führungen, Vortragsreihen, Filmprogramme, Symposien und ein museumspädagogisches Programm. Zum Museum gehört ein Filmsaal für 60 und ein Konferenzsaal für 120 Besucher. Zum nahen Turin ist ein Bus-Shuttleservice eingerichtet.
Direktorin war bis Ende 2023 die amerikanische Kuratorin Carolyn Christov-Bakargiev, die 2008 die Biennale of Sydney und 2012 die dOCUMENTA (13) geleitet hatte. 2019 eröffnete Christov-Bakargiev die nahegelegene Villa des 2015 gestorbenen Turiner Kunstsammlers Federico Cerruti, deren Gemälde, Bücher und Möbel im Kontrast zur Gegenwartskunst stehen. Im Jahr 2024 übernahm Francesco Manacorda dieses Amt.

## Ausstellungen (Auswahl)
- 2003 Janet Cardiff
- 2004 Franz Kline; William Kentridge
- 2005 Mario Merz
- 2006 Joan Jonas; Joseph Kosuth; Dan Graham; Lawrence Weiner
- 2007 Bruce Nauman in den 1960er Jahren; Claes Oldenburg und Coosje van Bruggen
- 2008 Gilbert & George
- 2009 Thomas Ruff
- 2011 Arte Povera International
- 2012 Thomas Schütte, Frauen
- 2014 Jan Dibbets, Un’altra fotografia
- 2018/2019 Hito Steyerl, The City of Broken Windows